# Iván Redondo Bacaicoa
Iván Redondo Bacaicoa (Sant Sebastià, 1981) és un consultor polític basc, director del Gabinet de la Presidència del Govern espanyol des de juny de 2018 fins a juliol de 2021.

## Biografia
Nascut el 1981 a la ciutat guipuscoana de Sant Sebastià, en una família amb tres germans més, es va llicenciar a la Universitat de Deusto en Humanitats i Comunicació. Va començar en el màrqueting i la comunicació corporativa important un estil de treball dels Estats Units, treballant al gabinet de comunicació de la Presidència del Sindicat Nacional d'Infermeria (SATSE). Posteriorment va treballar com a consultor a l'empresa Llorente i Cuenca, fins que va crear la seva pròpia empresa Redondo & Asociados Public Affairs Firm. Un dels seus primers encàrrecs rellevants va ser dur a terme la comunicació de la OPA de Gas Natural sobre Endesa.
El 2007 va començar a treballar amb Xavier García Albiol, que el va contractar de cara a les eleccions municipals, d'aquell any. Per fer-ho, Redondo va fer una recerca pels bars i espais públics de la ciutat i va detectar que un dels temes principals de conversa era la immigració. A partir d'aquest fet, va dissenyar la seva estratègia, que convertiria Albiol en segona força municipal i li donaria l'alcaldia de Badalona el 2011.
El 2009 va assessorar Antonio Basagoiti al País Basc, on va contribuir a la governabilitat promovent un pacte entre PP i PSE que va fer lehendakari Patxi López i que per primera vegada va portar un popular a la presidència del Parlament basc. La seva campanya "«Quiero ser lehendakari»" va ser premiada amb un premi Pollie 2010, atorgat per l'Associació Americana de Consultors Polítics (AAPC). El PNV va intentar fitxar-lo però ell va preferir seguir treballant per al Partit Popular.
El seu següent gran projecte fou convertir al popular José Antonio Monago en president de la Junta d'Extremadura. Un cop aconseguit, entre 2012 i 2015 va exercir de director del Gabinet de la Presidència de la Junta, amb rang de conseller, assessorant Monago. Marxaria el 2015 quan van perdre les eleccions a la Junta.
Més endavant va oferir-se com a assessor a la direcció nacional del PP per treballar en el seu gabinet estratègic de cara a les eleccions generals espanyoles de 2015, però la seva oferta fou denegada perquè defensava una renovació generacional de la cúpula del partit.
Dies després de ser cessat com a secretari general, Pedro Sánchez va contactar amb Redondo, per contractar el seus serveis. Van dissenyar una campanya basada en un retorn èpic. És així com va entrar a treballar amb Pedro Sánchez en la preparació de les primàries del PSOE de 2017. Entre els seus èxits, se li atribueix la condició d'ideòleg de la moció de censura contra Mariano Rajoy de 2018. Després del triomf d'aquesta i la investidura de Pedro Sánchez com a nou President del Govern, es va produir el seu nomenament com a director del Gabinet de la Presidència del Govern mitjançant reial decret de 8 de juny. Va prendre possessió del càrrec el dia 11 de juny, i va ser-ne cessat el 13 de juliol del 2021.
Defensa una simplificació del missatge polític. “Més que comunicar, connectar” és un dels seus lemes.
També ha col·laborat amb diversos mitjans com a analista polític, entre els quals destaquen el programa de televisió Espejo público d'Antena 3 i els diaris El Diario Vasco, El Mundo i Expansión, i ha exercit com a professor de consultoria política i assumptes públics en diversos postgraus i màsters de la Universitat Complutense de Madrid, la Pontifícia de Salamanca, la Carlos III de Madrid o la Universitat de Deusto. El 3 d'octubre del 2021 va fer pública la seva incorporació com a conseller assessor de la presidència del Grup Godó, a Madrid, i també va anticipar que escriuria un article setmanal a La Vanguardia, en una nova secció titulada The Situation Room, sobre política nacional i internacional.